# 보성 오씨
보성 오씨(寶城吳氏)는 오현필(吳賢弼)을 시조로 하는 한국의 성씨이다.

## 기원
오씨의 유래는 춘추전국시대 중국 장강(양자강) 부근의 주나라 제후국이었던 오(吳)나라에서 시작되었다. 고대 중국 양자강 부근의 주나라 일족으로 주나라의 고공단보(古公亶父) 주 태왕(周太王)의 장남인 오 태백(吳太伯)을 시조로 하여 희성(姬姓)에서 나왔다. 제후국 오(吳)나라는 주태왕의 장남 오태백을 초기 군주로 시작하여 하대 자손인 부차왕의 손자인 루양부터 주나라 천자로부터 오(吳)씨 성을 하사받아 오씨가 되었으며, 비로소 오(吳) 나라의 왕으로 되었다.

## 역사
태백왕의 25세손인 초나라 재상 오기(吳起)의 45세손인 오첨(吳瞻)이 500년(지증왕 1)에 중국에서 신라로 입국했다가 다시 중국으로 돌아갔다. 오첨(吳瞻)은 왕명으로 김종지(金宗之)의 딸을 아내로 맞이하여 함양에서 2남 1녀를 두고 22년을 살다가 521년 다시 중국으로 들어갔는데 둘째 아들 오응(吳膺)은 나이가 어려 중국으로 귀환하지 못하고 그대로 신라에 남아 함양에서 살게 되었다.
오첨(吳瞻)의 24세손인 오현필(吳賢弼)이 1216년(고종 3)에 거란군을 격퇴한 공으로 보성군(寶城君)에 봉해졌다고 한다. 오현필의 묘소는 충청남도 공주시 신관동 취리산에 있다.

## 분파
- 양숙공파
- 양무공파
- 부위공파
- 종파
- 장기공파
- 감역공파
- 판관공파
- 사직공파
- 지평공파
- 대사성공파
- 어모장군공파
- 예문제학공파
- 판윤공파
- 병판공파
- 정략장군공파
- 좌상공파
- 탄성공파
- 통정공파
- 장사랑공파 등
- 쟁기공파
- 진사공파
- 화산공파
- 참의공파
- 국은공파
- 월봉제파
- 덕계공파

### 분관
오현필의 첫째 아들 오숙부와 둘째 아들 오양은 보성오씨를 계승했으며, 셋째 아들 오원은 화순 오씨, 넷째 아들 오광휘는 함양 오씨로 분관했다. 오현필의 둘째 아들 오양의 6세손 오중권은 흥양 오씨, 오현필의 6세손 오사염의 둘째 아들 오천우는 장흥 오씨로 다시 분관했다.

## 인물

### 역사 인물
- 오몽을(吳蒙乙, ? ~ 1398년) : 1380년(우왕 6)에 식년문과에 급제하여 고려 말에 대장군을 지내고, 조선의 개국공신 1등에 책록되었다.
- 오점(吳點, 1373년 ~ 1444년) : 1401년(태종 1) 문과에 급제하여 세종 때 대사성을 역임했다.
- 오자경(吳子慶, 1414년 ~ 1478년) : 세조 즉위를 도와 좌익원종공신(佐翼原從功臣) 2등에 책록되었고, 1467년 이시애의 난을 평정하여 적개공신(敵愾功臣) 3등에 책록되어 보산군(寶山君)에 봉해졌다. 시호는 양무(襄武)이다.
- 오덕명(吳德明, 1675년 ~ 1732년) : 1728년(영조 4) 이인좌의 난을 진압하여 분무원종일등공신(奮武原從一等功臣)에 올랐다.
- 오저(吳著, 1714년 ~ 1794년) : 1756년(영조 32) 식년 문과에 급제하여 병조정랑, 장령(掌令), 군자감정, 공조참의, 돈녕도정, 한성부좌윤을 거쳐 1794년 자헌대부(資憲大夫)로 지중추부사에 이르렀다.

일제강점기
- 오강표(吳剛杓): 항일애국지사
- 오교선(吳敎善): 항일독립운동
- 오익표(吳翼杓): 상해임시정부 충청도의정원의원

### 현대 인물
정치계
- 오유방(吳有邦) : 제9·10·13대 국회의원
- 오영교(吳盈敎) : 제7대 행정자치부 장관, 제16대 동국대학교 총장, 대한무역투자진흥공사 사장
- 오범식(吳範植) : 제16대 재무부 차관
- 오병하(吳炳夏) : 제22대 충청북도 청주시장
- 오효진(吳效鎭) : 민선 3기 충청북도 청원군수
- 오제세(吳濟世) : 제17·18·19·20대 국회의원

교육계
- 오덕균(吳德均, 1934년 ~ ) : 제11대 충남대학교 총장
- 오웅진(吳雄鎭, 1945년 ~ ) : 가톨릭 신부, 꽃동네대학교 초대 총장
- 오재응(吳在應, 1951년 ~ ) : 한양대학교 기계공학부 교수
- 오병철(吳炳喆, 1965년 ~ ) : 연세대학교 법학전문대학원 교수

연예계
- 오찬영[오연우](吴灿泳, 1996년 ~ ) : 대한민국 배우
- 오하영(吳夏榮, 1996년 ~ ) : 대한민국 아이돌 걸그룹 에이핑크의 멤버
- 오해균(吳海均, 1955년 ~ ): 대한민국 작곡가 , 소설가 ,아동 문학가, 세광음반 대표
- 오종민(吳宗珉, 1988년 ~): 대한민국 가수, 작곡가, 라디오 DJ, 해마음악소 대표

## 항렬자
- 양무공파

| 21세   | 22세     | 23세   | 24세     | 25세   | 26세     | 27세   | 28세     | 29세   | 30세              | 31세   | 32세              | 33세   | 34세              | 35세   | 36세     | 37세   | 38세     | 39세   | 40세     | 41세            | 42세              | 43세          | 44세              | 45세          | 46세              |
| ------ | -------- | ------ | -------- | ------ | -------- | ------ | -------- | ------ | ----------------- | ------ | ----------------- | ------ | ----------------- | ------ | -------- | ------ | -------- | ------ | -------- | --------------- | ----------------- | ------------- | ----------------- | ------------- | ----------------- |
| 영(永) | 口근(根) | 연(然) | 口기(基) | 석(錫) | 口수(洙) | 병(秉) | 口섭(燮) | 재(在) | 口호(鎬) 口치(治) | 영(泳) | 口식(植) 口표(杓) | 병(炳) | 口교(敎) 口규(圭) | 종(鍾) | 口연(淵) | 인(寅) | 口열(烈) | 기(基) | 口선(善) | 태(泰) 口필(必) | 口영(榮) 口동(東) | 현(顯) 노(魯) | 口중(重) 口원(遠) | 현(鎔) 진(鎭) | 口순(淳) 口호(浩) |

- 부위공파

| 21세                            | 22세                   | 23세                     | 24세                              | 25세                     | 26세                 | 27세     | 28세     | 29세     | 30세     | 31세     | 32세     | 33세     | 34세     | 35세     | 36세     | 37세     | 38세     |
| ------------------------------- | ---------------------- | ------------------------ | --------------------------------- | ------------------------ | -------------------- | -------- | -------- | -------- | -------- | -------- | -------- | -------- | -------- | -------- | -------- | -------- | -------- |
| 상(相) 口응(應) 口환(煥) 종(宗) | 口선(先) 재(在) 형(亨) | 계(啓) 口현(鉉) 口석(錫) | 口호(鎬) 口준(俊) 영(永) 口연(淵) | 영(永) 口식(植) 口수(秀) | 세(世) 병(炳) 희(熙) | 口균(均) | 口진(鎭) | 口영(泳) | 口근(根) | 口훈(勳) | 口중(重) | 口선(善) | 口원(源) | 口래(來) | 口열(烈) | 口달(達) | 口종(鍾) |

## 집성촌
- 충청북도 청주시 오창읍 화산리
- 충청북도 청주시 현도면 달계리
- 충청북도 청주시 낭성면 삼산리
- 충청북도 청주시 현도면 매봉리
- 충청북도 청주시 현도면 시목리
- 충청북도 청주시 현도면 중척리
- 충청남도 보령시 웅천면 성동리
- 충청남도 공주시 우성면 대흥리
- 충청남도 공주시 우성면 신웅리
- 충청남도 천안시 동남구 광덕면 보산원리
- 세종특별자치시 부강면 금호리
- 전라남도 보성군 조성면 귀산리
- 전북특별자치도 김제시 청하면 관상리

## 인구
- 1985년 12,342가구 52,544명
- 2000년 18,229가구 59,914명
- 2015년 71,162명

## 같이 보기
- 한국의 성씨
- 해주 오씨
- 동복 오씨
- 함양 오씨